# Ki beszél itt szerelemről?
A Ki beszél itt szerelemről? egy 1979-ben készült színes magyar romantikus film.

## A film cselekménye
Citrom Flóra Budapesten egy telefonfülkéből kilépve, a metróállomás bejáratánál megpillantja Bohus Tamást, aki nyakában egy kisgyerekkel a metró felé igyekszik. Flóra, Tamás után siet, de csak késve éri el. Flóra orra előtt bezáródik a metrókocsi ajtaja, de Tamás még éppen észreveszi a lányt, aki kétségbeesve integet neki, mutogatva, magyarázva kéri, hogy találkozzanak itt, a megállóban. A metró elindul, Flóra közben átsétál a peron másik oldalához, és reménykedik, hogy Tamás megértette, mit szeretne és visszajön valamelyik következő metróval… Miközben várakozik Tamásra, felidézi, hogyan ismerkedtek meg, elmeséli szerelmük történetét.
Egy reggel a Kertészeti Egyetem kollégiumának egyik szobájában, az éber gondnok rajtakapja Bohus Tamást és Citrom Flórát, amint éppen együtt alszanak a lány ágyában. Természetesen a kollégium vezetése és a diákbizottság elé kerül az ügy, és mindkettőjüket kizárják a kollégiumból. Flóra igazságtalannak tartja a döntést, már csak azért is, mert Tamás és közte nem történt semmi. Mégsem nyomósabb érveit hozza fel mentségül, inkább a szocialista erkölcs szigorúságát bírálja, és mindenfelé elküldi fellebbező leveleit. 
Egy Duna-parti kiskocsmában találkozva, Flórát és Tamást összehozza a közös sorscsapás. Az éjszakát egy csónakházban töltik. Útjaik azonban különválnak és fellebbezéseiket is elutasítják. Tamás egy vidéki szövetkezetben vállal munkát, Flóra pedig egy értelmiségi házaspár rózsadombi villalakásában lesz takarítónő. A férj neves professzor és országgyűlési képviselő, a feleség pedig ügyvéd. Flórának a gépesített luxusháztartásban, takarítás közben is marad ideje Tamás után epekedni. A sok beadvány, fellebbezés eredményeképpen mindkettőjüket visszaveszik az egyetemre, sőt: szerelmük létjogosultságot nyer. A kollégiumban az új, felvilágosultabb szellemű igazgatótól külön szobát kapnak, ahol együtt élhetnek. 
A diákközvéleményt felkavaró ügy nyomán az eddig jelentéktelen Flóra az általános érdeklődés középpontjába és az események sodrába kerül. Kollégiumi titkárrá, majd nem sokkal később a professzor (akinél Flóra korábban takarított) ellenjelöltjeként országgyűlési képviselővé választják. Természetesen közben sok-sok vidám epizód is történik Flórával. Közéleti tevékenysége közepette akaratlanul is elhanyagolja Tamást, aki kitartóan dolgozik krizantémnemesítési tanulmányán. Mégis Flóra az, aki féltékenységből felülvizsgálja kapcsolatukat. A helyzet tisztázásának szakítás lesz a következménye, Tamás elhagyja a lányt. 
Flóra bánatában hozzámegy egy vízilabdáshoz, de továbbra is csak Tamást szereti. Az országgyűlésben a fiatal házasok problémáinak tárgyalásakor Flóra is felszólalásra készül, ám izgalmában nem találja előre megírt beszédének kéziratát, így kénytelen felszólalását rögtönözni. Őszintén és keresetlenül beszél korosztálya érzelmeiről, az emberi kapcsolatok fontosságáról. Országgyűlési beszédében felteszi a kérdést: ki beszél itt szerelemről? Beszédét azzal a tanulsággal zárja, hogy oda kell figyelnünk egymásra, észre kell vennünk a boldogságunkat, hogy át- illetve meg tudjuk élni és meg is tudjuk őrizni a boldogságunkat.
Hozzászólásának sikere van, de közéleti karrierjének befellegzett. Flóra elválik férjétől, és reménykedve keresi meg Tamást, aki a beléndeki "Vörös szegfű" Termelőszövetkezetben helyezkedett el, és időközben meg is nősült. Három év múlva Flóra egy telefonfülkéből kilépve a metróállomás bejáratánál megpillantja Tamást…

## Szereplők
- Citrom Flóra kertészmérnök, országgyűlési képviselő – Tarján Györgyi
- Bohus Tamás kertészmérnök, Citrom Flóra élettársa a kollégiumban – Gálffi László
- dr. Csollány Tibor orvos professzor, országgyűlési képviselőjelölt – Szabó Sándor
- dr. Csollányné dr. Falk Lili ügyvédnő, Citrom Flórát házvezetőnőként alkalmazza a Rózsadombi villájukban – Sütő Irén
- vízilabda-játékos, Citrom Flóra férje – Csapó Gábor (szinkronhangja: Vajda László)
- az Országgyűlés elnöke – Gábor Miklós
- Salgó Henrik, reklámfőnök a konzervgyárban – Horesnyi László
- Salgó Henrik munkatársa – Szombathy Gyula
- a kerületi pártbizottság elnöke – Fonyó István
- elnök a sportközpontban – Ajtai Andor György
- a kollégium gondnoka  – Major Pál
- szónok az Operaházban – Pákozdi János
- a beléndeki "Vörös szegfű" termelőszövetkezet vezetője – Áts Gyula
- egyetemi hallgató a Kertészeti Egyetemen, az egyetemi KISZ-bizottság képviselője – Gáspár Sándor
- egyetemi hallgató, az egyetemi KISZ-bizottság képviselője – Gáspár Tibor
- Vági Piroska egyetemi hallgató, Citrom Flóra riválisa a kollégiumban – Dobos Kati
- egyetemi hallgató – Szolnoki Tibor
- egyetemi hallgató – Szatmári György
- egyetemi hallgató – Timár Zoltán
- Stimác Emőke, panaszos – Kubik Anna
- országgyűlési képviselő (pap) – Ujlaky László
- tanárnő, a szexuális felvilágosító órán – Kakassy Ágnes
- a konyhafőnöki állásra jelentkező nő – Koszta Gabriella
- Bohus Tamás kolléganője az üvegházban – Peremartoni Krisztina
- a melleit megmutató lány – Szulák Andrea
- lány az üvegházban – Szűr Mari
- fényképész – Szilágyi István
- menyasszony (Bohus Tamás elképzelt jövendőbelije Citrom Flóra képzeletében) – Füzesi Klári
- Citrom Flóra anyja (a lencsefőzelékes jelenetben és biciklivel az Erzsébet hídon) – Falvay Klára
- Citrom Flóra apja (biciklivel az Erzsébet hídon) – Kovács Lajos
- Bohus Tamás gyerekként, aki beállt kapufának – Sólyom Kálmán
- a rongyosbálra a kollégium által meghívott, de végül lemondott együttes – Beatrice, Nagy Feró